# Liste der Auslandsvertretungen der Bahamas

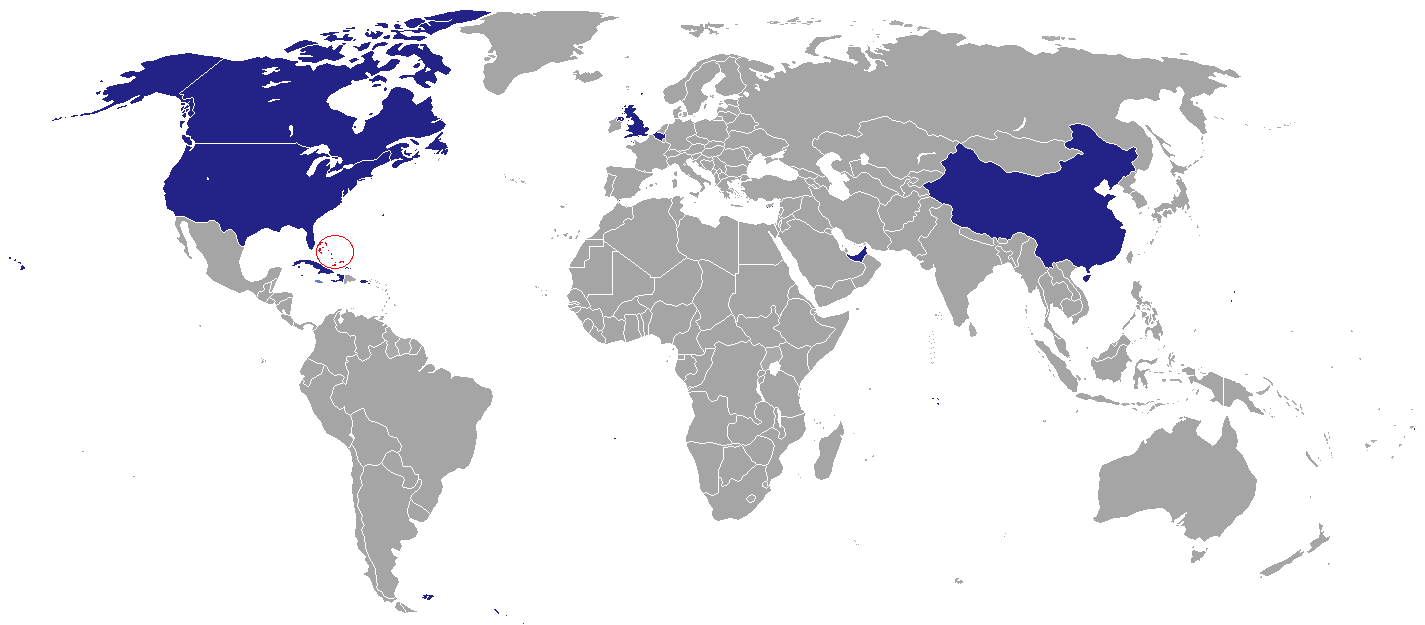
Standorte der diplomatischen Vertretungen der Bahamas

Dies ist eine Liste der diplomatischen und konsularischen Vertretungen der Bahamas.

## Diplomatische und konsularische Vertretungen

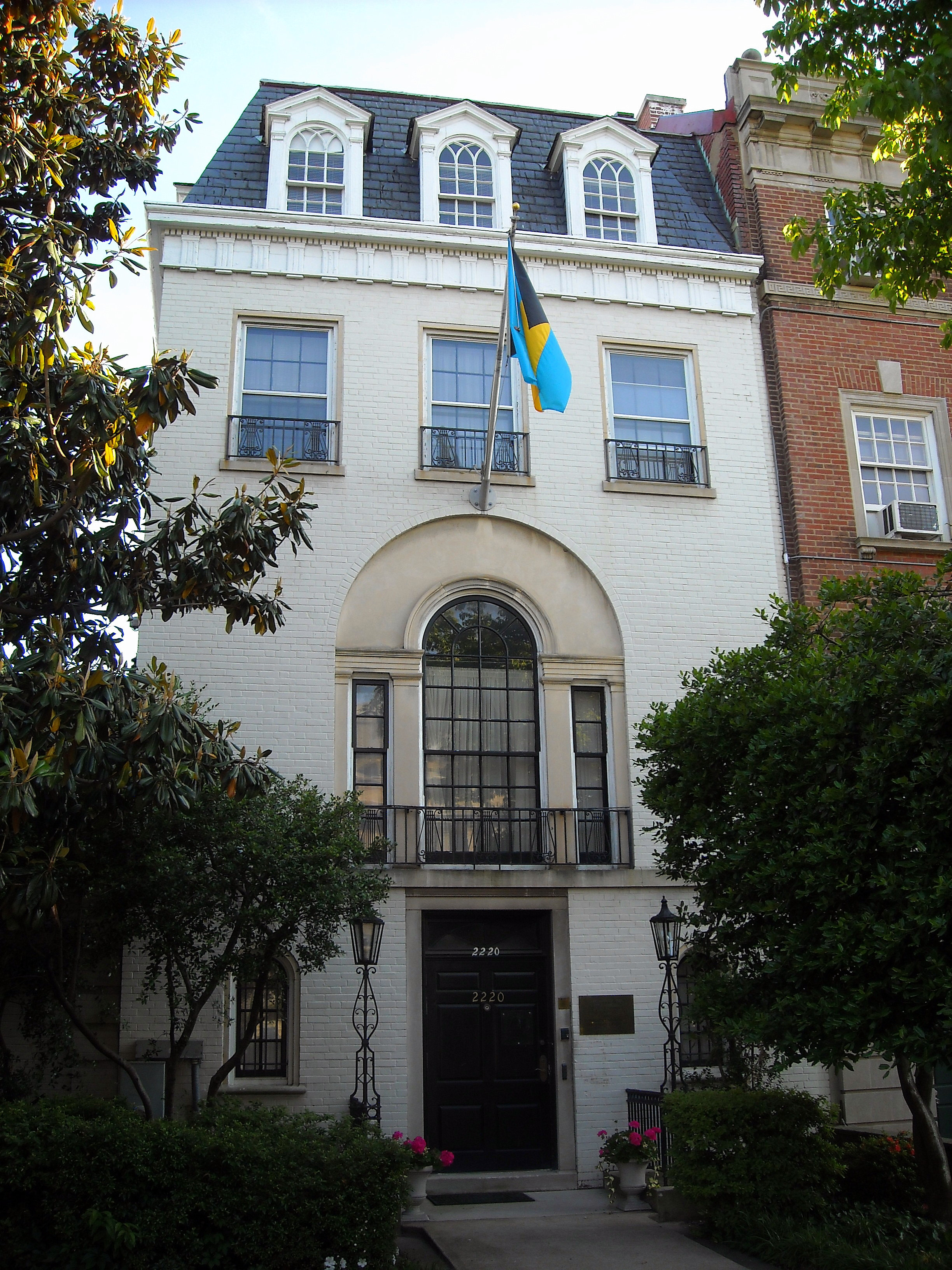
Botschaft der Bahamas in Washington, D.C.

### Amerika
- Haiti: Port-au-Prince, Botschaft
- Kanada: Ottawa, Hohe Kommission
- Kuba: Havanna, Botschaft
- Vereinigte Staaten: Washington, D.C., Botschaft
- Vereinigte Staaten: Atlanta, Generalkonsulat
- Vereinigte Staaten: Miami, Generalkonsulat
- Vereinigte Staaten: New York, Generalkonsulat

### Asien
- Volksrepublik China: Peking, Botschaft

### Europa
- Vereinigtes Königreich: London, Hohe Kommission

## Vertretungen bei internationalen Organisationen
- Vereinte Nationen: New York, Ständige Mission
- OAS: Washington, D.C., Ständige Mission